# Granvins kyrka
Granvins kyrka (norska: Granvin kirke) är en kyrkobyggnad i Voss kommun i Vestland fylke i västra Norge. Kyrkan ligger på östra sidan av insjön Granvinsvatnet, norr om tätorten Granvin.

## Kyrkobyggnaden
Första gången en kyrka på platsen omnämns är år 1306. Det var en stavkyrka som åren 1690 - 1692 utvidgades åt väster med en timrad del. Kyrkan förföll och revs efter att ha sålts år 1723.
År 1726 uppfördes nuvarande kyrka. År 1853 byggdes den om och år 1857 köptes den tillbaka av församlingen. En restaurering genomfördes år 1911.
Träkyrkan består av ett långhus med en takryttare vid västra kortsidan. Väster om långhuset finns ett vidbyggt lägre vapenhus. Vid långhusets östra sida finns ett rakt kor och öster om detta en vidbyggd sakristia.

## Inventarier
- Altaret är tillverkat år 1909 av Johannes Kinsarvik. Altartavlan är målad av Nils Bergslien och har motivet Jesus som tolvåring i templet. (Lukas 2:41-52)
- Predikstolen står i långhusets sydöstra hörna och nås från koret. Bilder av evangelisterna är utförda av Lars Osa.
- Dopfunten av täljsten är från medeltiden. En dopängel är från Mariakirken i Bergen.
- Nuvarande orgel är tillverkad av Jørgensens orgelfabrikk och kom till kyrkan år 1960. Orgeln har 39 stämmor fördelade på två manualer och pedal. Tidigare orgel var ett harmonium från Einar Kalands Orgelfabrikk i Bergen och kom till kyrkan 1907.